# Mikosszéplak, Vas
Mikosszéplak  este un sat în districtul Vasvár, județul Vas, Ungaria, având o populație de 349 de locuitori (2011). 

## Demografie
Componența etnică a satului Mikosszéplak
     Maghiari (95,44%)
     Romi (3,34%)
     Germani (1,22%)
Componența confesională a satului Mikosszéplak
     Romano-catolici (78,8%)
     Fără religie (2,58%)
     Atei (1,72%)
     Luterani (1,15%)
     Necunoscută (15,76%)
Conform recensământului din 2011, satul Mikosszéplak avea 349 de locuitori. Din punct de vedere etnic, majoritatea locuitorilor (95,44%) erau maghiari, existând și minorități de romi (3,34%) și germani (1,22%).  Din punct de vedere confesional, majoritatea locuitorilor (78,8%) erau romano-catolici, existând și minorități de persoane fără religie (2,58%), atei (1,72%) și luterani (1,15%). Pentru 15,76% din locuitori nu este cunoscută apartenența confesională.